# 卡拉·麦克劳德
卡拉·麦克劳德（英語：Carla MacLeod，1982年6月16日—），加拿大女子冰球运动员。她曾代表加拿大国家队参加2006年和2010年冬季奥林匹克运动会冰球比赛，获得二枚金牌。